# جامعة شاهد رجائي لتدريب المعلمين
جامعة شاهد رجائي لتدريب المعلمين ( SRTTU ) ، المعروفة سابقًا باسم «المعهد الأمريكي للتعليم العالي في طهران» ، هي جامعة عامة في طهران ، إيران . تأسست في عام 1980. وكان أول رئيس لها هو غودراتولاه تورانغ، وقد سمي باسم محمد علي رجائي ، رئيس البلاد في ذلك الوقت بعد اغتياله. تقع الجامعة في شمال طهران والتي تسمى لافيزان .

## خلفية
توفر جامعة شاهد رجائي لتدريب المعلمين (SRTTU) برامج البكالوريوس والدراسات العليا في ثماني كليات للطلاب والمعلمين النموذجيين الذين عينتهم وزارة التربية والتعليم . يتم فصل البرامج التعليمية للطلاب النموذجيين عن برامج تعليم المعلمين من أجل توفير التعليم المهني لكل مجموعة. سرتو هي جامعة عامة، وبالتالي، يتم توفير ميزانية برامج التعليم والبحث من قبل حكومة إيران. يتم قبول الطلاب في الجامعة من خلال امتحان القبول بالجامعة الإيرانية ( Konkur ) الذي أجرته وزارة العلوم والتكنولوجيا، والفوز بجوائز علمية مرموقة مثل خوارزمي بالإضافة إلى برامج الدراسات العليا المباشرة لوزارة العلوم للطلاب ذوي الرتب العالية. تقع SRTTU في الجزء الشمالي من طهران، عاصمة إيران. وبالتالي، فإن لها شرف استضافة بعض أفضل الطلاب في الجامعات الإقليمية كضيف ونقل الطلاب في المواقف التنافسية كل عام. سرتو هو واحد من مركزي يونيفوك -UNESCO في إيران. يقع الحرم الجامعي ل SRTTU في لافيزان، شمال شرق طهران.

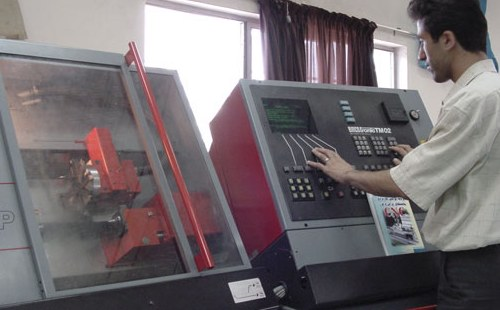
معمل CNC

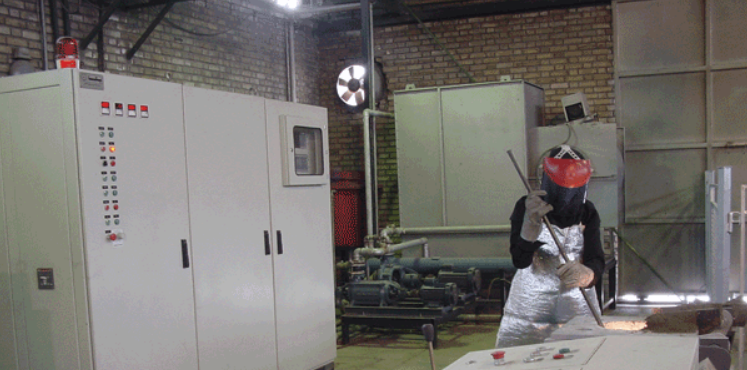
ورشة هندسة الصب

## روابط خارجية
- الصفحة الرئيسية لجامعة شاهد رجائي لتدريب المعلمين